# 奥纳诺
奥纳诺（義大利語：Onano），是意大利维泰博省的一个市镇。总面积24.63平方公里，人口1042人，人口密度42.3人/平方公里（2009年）。ISTAT代码为056040。